# Arensdorf (Köthen)
Arensdorf is een plaats en voormalige gemeente in de Duitse deelstaat Saksen-Anhalt, en maakt deel uit van de Landkreis Anhalt-Bitterfeld.
Arensdorf telt 473 inwoners.